# Петіпа Віктор Маріусович
Віктор Маріусович Петіпа́ (нар. 1879, Санкт-Петербург — пом. 1939) — російський і український актор; заслужений артист РРФСР з 1930 року.

## Біографія
Народився 1879 року в місті Санкт-Петербурзі в сім'ї театрального діяча Маріуса Петіпи.
Сценічну діяльність почав наприкінці 1890-х років. Працював у театрах Москви, Тбілісі. У 1909—1926 роках (з перервани) виступав в Україні — в Києві, Харкові, Одесі та інних містах, переважно в трупі М. Синельникова. В 1925—1926 роках грав у театрі імені І. Франка у Харкові.
У 1926—1928 роках грав у Саратовському театрі драми. У 1939 році — актор Петрозаводского російського театру.
Помер у 1939 році.

## Ролі
Амплуа актора — герой-коханець. Ролі у театрі:
- Дон Жуан («Камінний господар» Лесі Українки; партнер І. Мар'яненка);
- Хлестаков («Ревізор» М. Гоголя; партнер М. Садовського);
- князь Мишкін («Ідіот» за Достоєвським);
- Гранатов («Людина з портфелем» Файко);
- Фердінанд («Підступність і кохання» Шіллера);
- Жорж Градищев («Злість дня» М. Потєхіна);
- Той («Той, хто отримує ляпаси» Андреєва)
- герцог Рейхштадський («Орля» Ростана).

Знімався у кіно:
- 1914 — «Німі свідки», барон фон Ререн;
- 1915 — «Андрій Тобольцев», артист Чернов;
- 1917 — «У красі її була смерті отрута», Сазонов племінник банкіра;
- 1917 — «Син моря»;
- 1918 — «Доктор Катцель», жених Віри віце-губернатор;
- 1919 — «Гріх і спокута», Кашнін комерсант, потім чоловік Клавдії.